# Sussy Derqui
Sussy Derqui fue una  actriz, vedette y diva cinematográfica y teatral argentina.

## Biografía
Empezó su carrera artística en el cine con el surgimiento del cine sonoro, cuando el sainete criollo fue llevado a la gran pantalla en los años 1930. Hizo papeles de arrabalera junto a los primeros grandes cómicos del género del sainete como Luis Sandrini, Marcos Caplán, Héctor Quintanilla, Luis Arata, Florencio Parravicini, Francisco Álvarez, Paquito Busto y Augusto Codecá. También participó en películas del género picaresco perteneciente al teatro de revistas, como Vida nocturna, de 1955, donde estuvieron Tato Bores, Olinda Bozán, Maruja Montes, José Marrone, Don Pelele y Vicente Rubino. También incursionó en el género de policial negro al lado de José Gola.

## Filmografía
- Vida nocturna (1955)
- Margarita, Armando y su padre (1939)
- Mi suegra es una fiera (1939)
- Frente a la vida (1939)
- ¡Segundos afuera! (película) (1937)
- Fuera de la ley (1937)
- El cañonero de Giles (1937)
- Radio Bar (1936)

## Teatro
- De pan sólo no se vive
- Contraflor al resto
- En Europa se viene a la maroma
- Hay que cuidarse del espionaje
- Los muchachos buscan el calorcito
- Alegrias en la noche
- Casino Folies
- La hermana Josefina
- El cura de Santa Clara[1]